# Louie Caporusso
Louie Caporusso, född 21 juni 1989 i Toronto, Ontario, är en kanadensisk professionell ishockeyspelare.